# 盛岡市立玉山中学校
盛岡市立玉山中学校（もりおかしりつたまやまちゅうがっこう）は、岩手県盛岡市日戸にある公立中学校。

## 概要

### 経緯
盛岡市立玉山中学校は、1947年に学校教育法により、創設された。2学級17人の学校（2018年5月1日現在）。校内には、AEDが設置されている。

### 年表
出典:
- 1947年4月 - 学校教育法により玉山村立玉山中学校創設
- 1962年5月 - 校章制定
- 1962年9月 - 統合校舎完成に伴い新校舎へ移転
- 1964年1月 - 校歌制定
- 1978年3月 - 玉山中学校30周年記念式典
- 1992年10月 - 統合30周年記念式典、祝賀会、記念碑建立

## 交通
- IGRいわて銀河鉄道好摩駅より岩手県北バス｢B41｣で、｢玉山中学校入口｣バス停下車。徒歩10分。
- IGRいわて銀河鉄道滝沢駅より6.2km